# John Zachariah Laurence

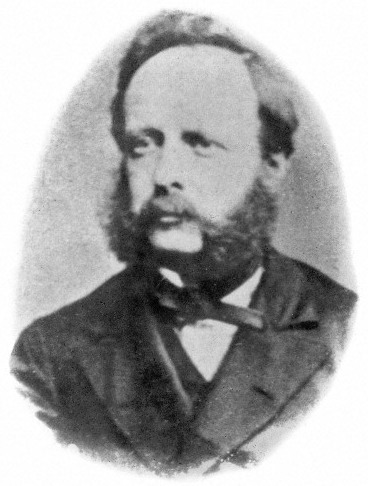
John Zachariah Laurence.

John Zachariah Laurence, född 1829, död 1874, brittisk oftalmolog.
Han studerade i London och Ultrecht, tog sin examen i London 1854 och var verksam vid en rad olika sjukhus. Han var avgörande för oftalmoskopets införande i Storbritannien.
Till hans förtjänster hör förutom propagerandet för oftalmoskopets användning även att han grundade Royal Eye Hospital och tidskriften Ophthalmic Review som han också satt i redaktionen för. Han har även givit namn åt Laurence-Moons syndrom (tillsammans med Robert Charles Moon).